# 네팔 대통령
네팔 연방민주공화국 대통령(네팔어: नेपालको राष्ट्रपति)은 네팔의 국가원수이다. 
네팔은 과거 입헌군주국이었지만 2006년 민주화 운동이 평화협정으로 종식된 이후 군주제를 폐지했다. 이후 2008년 람 바란 야다브를 초대 대통령으로 선출했다. 야다브 대통령은 2년 임기로 재직할 예정이었지만, 헌법 제정이 늦어지면서 2008년부터 2015년까지 7년간 대통령직을 수행했다. 현 대통령은 제3대 대통령 람 찬드라 파우델이다. 네팔 대통령의 임기는 5년이고 재선이 가능하다.

## 역대 대통령 목록
| 대 | 사진 | 이름 (출생일-사망일)                              | 취임일           | 퇴임일           | 정당        |
| -- | ---- | ------------------------------------------------- | ---------------- | ---------------- | ----------- |
| -  |      | 기리자 프라사드 코이랄라 गिरिजाप्रसाद कोइराला (1925-2010) | 2007년 1월 15일  | 2008년 7월 23일  | 네팔 의회당 |
| 1  |      | 람 바란 야다브 रामवरण यादव (1948- )                 | 2008년 7월 23일  | 2015년 10월 29일 | 네팔 의회당 |
| 2  |      | 비디아 데비 반다리 विद्यादेवी भण्डारी (1961- )            | 2015년 10월 29일 | 2023년 3월 13일  | 네팔 공산당 |
| 3  |      | 람 찬드라 파우델 राम चन्द्र पौडेल (1944- )             | 2023년 3월 13일  | 현재             | 네팔 의회당 |

## 같이 보기
- 네팔 국왕